# Fodil Goumrassa
Fodil Goumrassa, né le 30 mai 1952 à Alger et mort le 2 juillet 2023 dans la même ville, est un judoka algérien.

## Carrière
Fodil Goumrassa est médaillé de bronze dans la catégorie des moins de 86 kg aux Jeux africains de 1973 à Lagos. 
Aux Championnats du monde de judo 1973 à Lausanne, il est éliminé en seizièmes de finale du tournoi des moins de 80 kg par le Yougoslave Slavko Obadov.
Il est médaillé d'argent dans la catégorie des moins de 95 kg aux Jeux africains de 1978 à Alger.
Il meurt le 2 juillet 2023 à l'hôpital Mustapha Pacha d'Alger à l'âge de 71 ans.